# Čolek pruhovaný
Čolek pruhovaný (Ommatotriton vittatus), též nazývaný čolek páskovaný, je mlokovitý obojživelník žijící v Arménii, Iráku, Izraeli, Libanonu, Sýrii, Turecku a Jordánska

## Popis

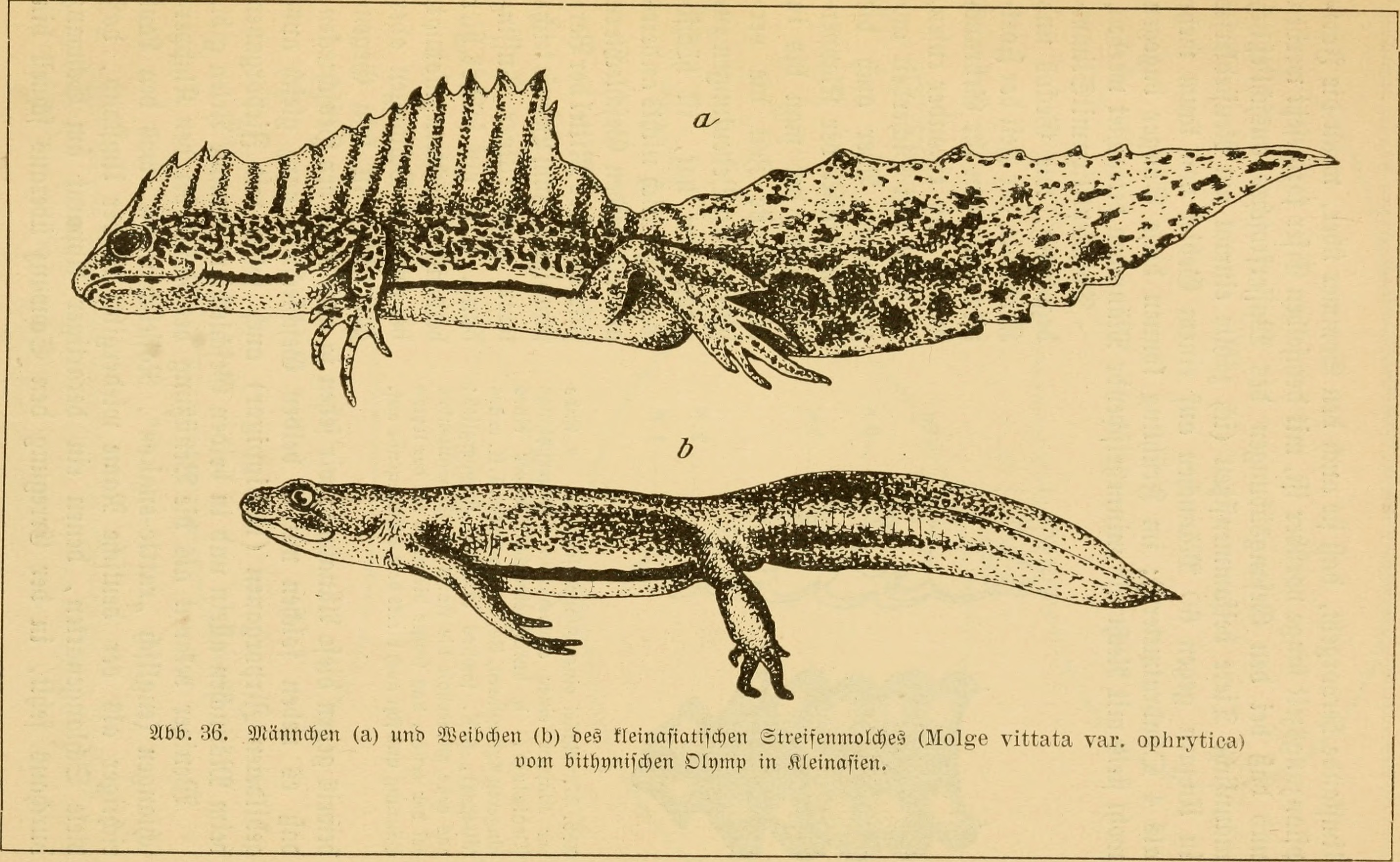
Čolek pruhovaný

Sameček čolka pruhovaného je zhruba stejně velký jako samička, ale na rozdíl od ní má na hřbetě vysoký hřeben hnědé barvy, který může připomínat listy kapradin, všude má malé, tmavé skvrnky a ocas má oproti samičce velmi široký a má na něm větší skvrny, které jsou velmi často namodralé. Samička má většinou hnědou nebo šedou barvu, je hladká a nemá na sobě skvrny. Co ale mají oba společné a díky čemuž dostali tito čolci svoje jméno, je bílý pruh na obou stranách jejich těla, jenž je u samců nápadnější.

## Přirozené prostředí
Obývá oblast Malé Asie, kolem Středozemního moře, zdržuje se poblíž vody – u řek, rybníků, kanálů nebo třeba jezer.